# Жукі (гміна Тереспіль)
Жукі (пол. Żuki) — село в Польщі, у гміні Тереспіль Більського повіту Люблінського воєводства. Населення — 19 осіб (2011).

## Історія
За даними етнографічної експедиції 1869—1870 років під керівництвом Павла Чубинського, у селі проживали лише греко-католики, які розмовляли українською мовою.
У 1975—1998 роках село належало до Білопідляського воєводства.

## Демографія
Демографічна структура станом на 31 березня 2011 року:
|          | Загалом | Допрацездатний вік | Працездатний вік | Постпрацездатний вік |
| -------- | ------- | ------------------ | ---------------- | -------------------- |
| Чоловіки | 11      | 4                  | 5                | 2                    |
| Жінки    | 8       | 3                  | 4                | 1                    |
| Разом    | 19      | 7                  | 9                | 3                    |